# Pseudomiccolamia
Pseudomiccolamia är ett släkte av skalbaggar. Pseudomiccolamia ingår i familjen långhorningar.
Kladogram enligt Catalogue of Life:
| Pseudomiccolamia | \| \| Pseudomiccolamia pulchra \| \| \| \| \| \| Pseudomiccolamia siamensis \| \| \| \| |
|                  | \| \| Pseudomiccolamia pulchra \| \| \| \| \| \| Pseudomiccolamia siamensis \| \| \| \| |
|                  | Pseudomiccolamia pulchra                                                                |
|                  |                                                                                         |
|                  | Pseudomiccolamia siamensis                                                              |
|                  |                                                                                         |